# Microprotopus longimanus
Microprotopus longimanus är en kräftdjursart som beskrevs av Édouard Chevreux 1887. Microprotopus longimanus ingår i släktet Microprotopus och familjen Isaeidae. Inga underarter finns listade i Catalogue of Life.